# Ломачинцы (Виньковецкий район)
Ломачинцы (укр. Ломачинці) — село в Виньковецком районе Хмельницкой области Украины.
Население по переписи 2001 года составляло 447 человек. Почтовый индекс — 32536. Телефонный код — 3846. Занимает площадь 1,713 км². Код КОАТУУ — 6820681503.

## Местный совет
32536, Хмельницкая обл., Виньковецкий р-н, с. Говоры